# Skygirls
Skygirls é um álbum colaborativo entre os músicos brasileiros Rogério Skylab e Leandra "Voz del Fuego" Lambert, célebre por seu trabalho com bandas como Inhumanoids! e Lingerie Underground. Também contando com a participação especial da baixista do Onno, Eliza Schinner, o disco foi lançado em 2009 pela gravadora independente Psicotropicodelia.
Um lançamento calcado na electronica e fortemente influenciado pelas obras do grupo franco-britânico Stereolab, Skylab afirma que é um de seus álbuns prediletos e que se orgulha muito de tê-lo feito.
O álbum pode ser baixado gratuitamente no site oficial de Skylab.

## Faixas
Todas as faixas escritas e compostas por Rogério Skylab, com exceção de "La Mer", por Charles Trenet; "Ah! Melody", por Jean-Claude Vannier e Serge Gainsbourg; e "Na Casa de Mamãe", por Júpiter Maçã. 
| N.º | Título                                     | Duração |  |
| 1.  | "A Tela"                                   | 5:39    |  |
| 2.  | "Abacaxi"                                  | 6:08    |  |
| 3.  | "Deixa Ficar"                              | 4:11    |  |
| 4.  | "Eu Me Contradisse ou Não Me Contradisse?" | 10:00   |  |
| 5.  | "Eu Penso Nela Sempre"                     | 3:15    |  |
| 6.  | "O Sol"                                    | 6:09    |  |
| 7.  | "Você Viu Cat Power?"                      | 6:46    |  |
| 8.  | "Ilha de Lesbos"                           | 10:16   |  |
| 9.  | "La Mer" (O Mar; cover de Charles Trenet)  | 4:36    |  |
| 10. | "Skygirls"                                 | 3:44    |  |
| 11. | "Na Casa de Mamãe" (cover de Júpiter Maçã) | 5:35    |  |
| 12. | "Na Festa do Meu Apê"                      | 6:27    |  |
| 13. | "Ah! Melody" (cover de Serge Gainsbourg)   | 2:25    |  |
| 14. | "O que Eu Quero"                           | 4:07    |  |
| 15. | "Maria Bethânia"                           | 1:26    |  |
| 16. | "Tudo É Tão Bom, Tudo É Tão Mau"           | 4:41    |  |
| 17. | "Vazio Bom"                                | 5:21    |  |

## Personnel
- Rogério Skylab – vocais
- Leandra "Voz del Fuego" Lambert – vocais, programação (faixa 16), teclado
- Thiago Martins – guitarra
- Bruno Coelho – bateria
- Eliza Schinner – baixo
- Solange Venturi – produção, fotografia
- Flávio Lazarino – arte de capa